# Die Sexmaschine
Die Sexmaschine (italienisch Conviene far bene l’amore) ist ein Film aus dem Jahr 1975, geschrieben und inszeniert von Pasquale Festa Campanile, eine Verfilmung seines gleichnamigen Romans. Es handelt sich um eine erotische Komödie mit Science-Fiction-Elementen, die an die Theorien von Wilhelm Reich (dem Autor von Die Funktion des Orgasmus) angelehnt sind.

## Handlung
In der nahen Zukunft, in einer Welt ohne Energieressourcen, in der man in eine vorindustrielle Zeit zurückversetzt wird, in der Pferd und Fahrrad die einzigen Fortbewegungsmittel und Gas die einzige Lichtquelle sind, entwickelt der exzentrische Wissenschaftler Enrico Nobili einen Apparat, der Strom aus Geschlechtsverkehr gewinnt, und experimentiert damit in einer Abteilung des alten römischen Krankenhauses.
Der junge, schlaksige Daniele und die aufreizende Francesca werden nach Unfällen, die Nobili selbst verursacht hat, auf unerklärliche Weise in dasselbe Zimmer eingeliefert. Als sich zwischen den beiden eine Anziehungskraft entwickelt, ist das Experiment geglückt und die alten Glühbirnen spenden auch nach Jahrzehnten noch Licht.
Um das Experiment zu wiederholen und die Theorien zu bestätigen, kommt es zu einem urkomischen Versuch, die beiden widerstrebenden Versuchskaninchen wieder zusammenzubringen, da die junge Assistentin Piera nicht genug Sinnlichkeit besitzt, um nennenswerte Energie zu entwickeln.
Die Erfindung wird später gestohlen, doch dem Forscher bleibt die Genugtuung, eine Welt im Glanz des 20. Jahrhunderts zurückkehren zu sehen, trotz der neuen Form der Ausbeutung, die den Menschen das letzte erlaubte Vergnügen, die sexuelle Lust, nehmen wird.

## Produktion
Der Film entstand zu einer Zeit, als der Mythos der Unerschöpflichkeit der Energiequellen im Zusammenhang mit der Energiekrise Anfang der 70er Jahre und der Anwendung der so genannten Austerität, d. h. der restriktiven Maßnahmen zur Senkung des Kraftstoffverbrauchs, wie z. B. des Sonntagsfahrverbots für Privatfahrzeuge, das in Italien von Dezember 1973 bis Juni 1974 galt, widerlegt wurde.
Laut Drehbuchautors Ottavio Jemma wurde die paradoxe Reich’sche Lösung der Energiekrise nicht als Vorwand genommen, um „eine nutzlose erotische Komödie“ zu erzählen, wie Paolo Mereghetti in seinem Lexikon schreibt. Die Idee, sich von Reichs Theorien inspirieren zu lassen, um einen Film zu drehen, stammt zweifellos von Festa Campanile. Stattdessen schlug Jemma vor, die Entwicklung in Richtung eines Science-Fiction Film voranzutreiben.

## Kritik
„Satire und politische Fantasie vermischen sich in dieser Geschichte, die auf einem erfolgreichen Roman basiert. Aber wenn die Geschichte auf der Seite funktioniert, entwickelt sie sich auf der Leinwand bald auf den Spuren der erotischen Komödie und verliert allmählich an Biss und Interesse.“

„Ein auch technisch letztklassiger Film. – Wir raten ab.“